# DSA-630
La DSA-630 es una carretera perteneciente a la Red Primaria de la Diputación Provincial de Salamanca que une las localidades de San Cristóbal de la Cuesta y Castellanos de Moriscos.

## Recorrido
La carretera  DSA-630  tiene su origen en San Cristóbal de la Cuesta, en la intersección con la carretera  SA-605  y termina en la intersección con la carretera  N-620  en Castellanos de Moriscos, formando parte de la Red de carreteras de Salamanca.
| San Cristóbal de la Cuesta (Intersección con ) - Castellanos de Moriscos (Intersección con ) | San Cristóbal de la Cuesta (Intersección con ) - Castellanos de Moriscos (Intersección con ) | San Cristóbal de la Cuesta (Intersección con ) - Castellanos de Moriscos (Intersección con ) | San Cristóbal de la Cuesta (Intersección con ) - Castellanos de Moriscos (Intersección con ) | San Cristóbal de la Cuesta (Intersección con ) - Castellanos de Moriscos (Intersección con ) | San Cristóbal de la Cuesta (Intersección con ) - Castellanos de Moriscos (Intersección con ) | San Cristóbal de la Cuesta (Intersección con ) - Castellanos de Moriscos (Intersección con ) | San Cristóbal de la Cuesta (Intersección con ) - Castellanos de Moriscos (Intersección con ) | San Cristóbal de la Cuesta (Intersección con ) - Castellanos de Moriscos (Intersección con ) | San Cristóbal de la Cuesta (Intersección con ) - Castellanos de Moriscos (Intersección con ) | San Cristóbal de la Cuesta (Intersección con ) - Castellanos de Moriscos (Intersección con ) |
| Esquema                                                                                      | PK                                                                                           | Sentido Castellanos de Moriscos (creciente)                                                  | Sentido Castellanos de Moriscos (creciente)                                                  | Sentido Castellanos de Moriscos (creciente)                                                  | Sentido Castellanos de Moriscos (creciente)                                                  | Sentido San Cristóbal de la Cuesta (decreciente)                                             | Sentido San Cristóbal de la Cuesta (decreciente)                                             | Sentido San Cristóbal de la Cuesta (decreciente)                                             | Sentido San Cristóbal de la Cuesta (decreciente)                                             | Incidencias                                                                                  |
| Esquema                                                                                      | PK                                                                                           | Velocidad                                                                                    | Elemento                                                                                     | Salida                                                                                       | Salida                                                                                       | Salida                                                                                       | Salida                                                                                       | Elemento                                                                                     | Velocidad                                                                                    | Incidencias                                                                                  |
| Esquema                                                                                      | PK                                                                                           | Velocidad                                                                                    | Elemento                                                                                     | Dir.                                                                                         | Nombre                                                                                       | Nombre                                                                                       | Dir.                                                                                         | Elemento                                                                                     | Velocidad                                                                                    | Incidencias                                                                                  |
| -------------------------------------------------------------------------------------------- | -------------------------------------------------------------------------------------------- | -------------------------------------------------------------------------------------------- | -------------------------------------------------------------------------------------------- | -------------------------------------------------------------------------------------------- | -------------------------------------------------------------------------------------------- | -------------------------------------------------------------------------------------------- | -------------------------------------------------------------------------------------------- | -------------------------------------------------------------------------------------------- | -------------------------------------------------------------------------------------------- | -------------------------------------------------------------------------------------------- |
|                                                                                              | 0,0                                                                                          |                                                                                              |                                                                                              |                                                                                              | Fuentesaúco La Vellés Monterrubio de Armuña                                                  | Fuentesaúco La Vellés Monterrubio de Armuña                                                  |                                                                                              |                                                                                              |                                                                                              |                                                                                              |
|                                                                                              | 0,0                                                                                          | Villares de la Reina Salamanca                                                               |                                                                                              |                                                                                              |                                                                                              |                                                                                              |                                                                                              |                                                                                              |                                                                                              |                                                                                              |
|                                                                                              | 0,4                                                                                          |                                                                                              |                                                                                              | SAN CRISTÓBAL DE LA CUESTA                                                                   | SAN CRISTÓBAL DE LA CUESTA                                                                   | SAN CRISTÓBAL DE LA CUESTA                                                                   | SAN CRISTÓBAL DE LA CUESTA                                                                   |                                                                                              |                                                                                              |                                                                                              |
|                                                                                              | 2,4                                                                                          |                                                                                              |                                                                                              | CASTELLANOS DE MORISCOS                                                                      | CASTELLANOS DE MORISCOS                                                                      | CASTELLANOS DE MORISCOS                                                                      | CASTELLANOS DE MORISCOS                                                                      |                                                                                              |                                                                                              |                                                                                              |
|                                                                                              | 2,5                                                                                          |                                                                                              |                                                                                              |                                                                                              | Salamanca                                                                                    | Salamanca                                                                                    |                                                                                              |                                                                                              |                                                                                              | Ninguna                                                                                      |
|                                                                                              | 2,5                                                                                          | Moriscos                                                                                     |                                                                                              |                                                                                              |                                                                                              |                                                                                              |                                                                                              |                                                                                              |                                                                                              | Ninguna                                                                                      |
|                                                                                              | 2,5                                                                                          | Villares de la Reina                                                                         |                                                                                              |                                                                                              |                                                                                              |                                                                                              |                                                                                              |                                                                                              |                                                                                              | Ninguna                                                                                      |
|                                                                                              | 2,5                                                                                          | San Cristóbal de la Cuesta                                                                   |                                                                                              |                                                                                              |                                                                                              |                                                                                              |                                                                                              |                                                                                              |                                                                                              | Ninguna                                                                                      |